# Circoscrizione Umbria (Senato della Repubblica)
La circoscrizione Umbria è una circoscrizione elettorale italiana per l'elezione del Senato della Repubblica.

## Storia
La circoscrizione elettorale venne istituita, con altre 19, per le prime elezioni del Senato della Repubblica, tramite Legge del 6 febbraio 1948, n. 29 in ottemperanza alla Costituzione della Repubblica Italiana che prescrive, all'art. 57, che «il Senato della Repubblica è eletto a base regionale». Fu suddivisa in 6 collegi di lista, in base al D.P.R. del 6 febbraio 1948, n. 30.
In rispetto del suddetto articolo, la circoscrizione venne riconfermata in seguito in tutte le leggi elettorali inerenti al Senato della Repubblica.
La Legge 4 agosto 1993, n. 276 modificò il territorio suddividendolo in 5 collegi uninominali, in base al D.Lgs. del 20 dicembre 1993 n. 535. I suddetti collegi vennero aboliti dalla Legge del 21 dicembre 2005, n. 270.
L'attuale Legge 3 novembre 2017, n. 165, ha ricreato nel territorio della circoscrizione collegi uninominali e collegi plurinominali che devono essere determinati dal governo tramite decreto legislativo.

## Territorio
Il territorio della circoscrizione corrisponde, fin dalla sua istituzione, a quello della regione Umbria.

## Seggi
Per l'attribuzione dei seggi spettanti ad ogni regione, bisogna ottemperare anche in questo caso alla Costituzione della Repubblica Italiana la quale prescriveva, alla data di promulgazione del 1948, che «Nessuna Regione può avere un numero di senatori inferiore a sei. La Valle d’Aosta ha un solo senatore», modificata poi con la Legge costituzionale 9 febbraio 1963, n. 2 che recita «Nessuna Regione può avere un numero di senatori inferiori a sette; il Molise ne ha due, la Valle d’Aosta uno.»
Partendo da un minimo costituzionale di sei seggi per regione, divenuti poi sette, la ripartizione dei seggi spettanti alla circoscrizione viene effettuata in proporzione alla popolazione delle Regioni, quale risulta dall'ultimo censimento generale, sulla base dei quozienti interi e dei più alti resti.

## Dal 1948 al 1993
In base alla legge in vigore dal 1948, essenzialmente proporzionale, i partiti presentavano in ogni circoscrizione un candidato per ogni collegio. All'interno di ciascun collegio, veniva eletto senatore il candidato che avesse raggiunto il quorum del 65% delle preferenze. Qualora nessun candidato avesse conseguito l'elezione, i voti di tutti i candidati venivano raggruppati nelle liste di partito a livello regionale, dove i seggi venivano allocati utilizzando il metodo D'Hondt delle maggiori medie statistiche e quindi, all'interno di ciascuna lista, venivano dichiarati eletti senatori i candidati con le migliori percentuali di preferenza.

### Collegi elettorali
- Perugia I
- Perugia II
- Foligno-Spoleto
- Città di Castello
- Terni
- Orvieto

### I legislatura
Nessun candidato nei collegi uninominali raggiunse il quorum del 65% dei voti per essere eletto automaticamente; i seggi vennero pertanto assegnati proporzionalmente ai voti ricevuti.
| Partito                            | Partito                            | Risultati 18 aprile 1948 | Risultati 18 aprile 1948 | Risultati 18 aprile 1948 | Seggi | Seggi |
| Partito                            | Partito                            | Voti                     | %                        | ±                        | Num   | ±     |
| ---------------------------------- | ---------------------------------- | ------------------------ | ------------------------ | ------------------------ | ----- | ----- |
|                                    | Fronte Democratico Popolare        | 145 544                  | 37,24                    | n.d.                     | 3     | n.d.  |
|                                    | Democrazia Cristiana               | 139 445                  | 35,68                    | n.d.                     | 3     | n.d.  |
|                                    | Indipendente                       | 57 714                   | 14,77                    | n.d.                     | 0     | n.d.  |
|                                    | Partito Repubblicano Italiano      | 23 431                   | 6,00                     | n.d.                     | 0     | n.d.  |
|                                    | Unità Socialista                   | 19 201                   | 4,91                     | n.d.                     | 0     | n.d.  |
|                                    | Blocco Nazionale                   | 5 482                    | 1,40                     | n.d.                     | 0     | n.d.  |
|                                    |                                    |                          |                          |                          |       |       |
| Iscritti                           | Iscritti                           | 444 456                  | 100,00                   |                          |       |       |
| ↳ Votanti (% su iscritti)          | ↳ Votanti (% su iscritti)          | 418 458                  | 94,15                    | n.d.                     |       |       |
| ↳ Voti validi (% su votanti)       | ↳ Voti validi (% su votanti)       | 390 817                  | 93,39                    |                          |       |       |
| ↳ Schede non valide (% su votanti) | ↳ Schede non valide (% su votanti) | 27 641                   | 6,61                     |                          |       |       |
| ↳ Astenuti (% su iscritti)         | ↳ Astenuti (% su iscritti)         | 25 998                   | 5,85                     |                          |       |       |

| Eletti | Eletti                    |
| ------ | ------------------------- |
|        | Francesco Alunni Pierucci |
|        | Luigi Fabbri              |
|        | Gino Meacci               |
|        | Benedetto Pasquini        |
|        | Giuseppe Varriale         |
|        | Carlo Vischia             |

### II legislatura
Nessun candidato nei collegi uninominali raggiunse il quorum del 65% dei voti per essere eletto automaticamente; i seggi vennero pertanto assegnati proporzionalmente ai voti ricevuti.
| Partito                            | Partito                            | Risultati 7 giugno 1953 | Risultati 7 giugno 1953 | Risultati 7 giugno 1953 | Seggi | Seggi |
| Partito                            | Partito                            | Voti                    | %                       | ±                       | Num   | ±     |
| ---------------------------------- | ---------------------------------- | ----------------------- | ----------------------- | ----------------------- | ----- | ----- |
|                                    | Democrazia Cristiana               | 139 795                 | 32,47                   | 3,21                    | 2     | 1     |
|                                    | Partito Comunista Italiano         | 122 672                 | 28,49                   | n.d.                    | 2     | n.d.  |
|                                    | Partito Socialista Italiano        | 104 060                 | 24,17                   | n.d.                    | 2     | n.d.  |
|                                    | Movimento Sociale Italiano         | 32 000                  | 7,43                    | n.d.                    | 0     | n.d.  |
|                                    | Altri gruppi                       | 13 466                  | 3,13                    | n.d.                    | 0     | n.d.  |
|                                    | Partito Nazionale Monarchico       | 10 910                  | 2,53                    | n.d.                    | 0     | n.d.  |
|                                    | Partito Liberale Italiano          | 3 489                   | 0,81                    | n.d.                    | 0     | n.d.  |
|                                    | Unità Popolare                     | 2 680                   | 0,62                    | n.d.                    | 0     | n.d.  |
|                                    | Alleanza Democratica Nazionale     | 1 527                   | 0,35                    | n.d.                    | 0     | n.d.  |
|                                    |                                    |                         |                         |                         |       |       |
| Iscritti                           | Iscritti                           | 474 833                 | 100,00                  |                         |       |       |
| ↳ Votanti (% su iscritti)          | ↳ Votanti (% su iscritti)          | 454 040                 | 95,62                   | 1,47                    |       |       |
| ↳ Voti validi (% su votanti)       | ↳ Voti validi (% su votanti)       | 430 599                 | 94,84                   |                         |       |       |
| ↳ Schede non valide (% su votanti) | ↳ Schede non valide (% su votanti) | 23 441                  | 5,16                    |                         |       |       |
| ↳ Astenuti (% su iscritti)         | ↳ Astenuti (% su iscritti)         | 20 793                  | 4,38                    |                         |       |       |

| Eletti | Eletti             |
| ------ | ------------------ |
|        | Mario Cingolani    |
|        | Giuseppe Salari    |
|        | Armando Fedeli     |
|        | Giovanni Roveda    |
|        | Luigi Fabbri       |
|        | Michelangelo Iorio |

### III legislatura
Nessun candidato nei collegi uninominali raggiunse il quorum del 65% dei voti per essere eletto automaticamente; i seggi vennero pertanto assegnati proporzionalmente ai voti ricevuti.
| Partito                            | Partito                                 | Risultati 25 maggio 1958 | Risultati 25 maggio 1958 | Risultati 25 maggio 1958 | Seggi | Seggi   |
| Partito                            | Partito                                 | Voti                     | %                        | ±                        | Num   | ±       |
| ---------------------------------- | --------------------------------------- | ------------------------ | ------------------------ | ------------------------ | ----- | ------- |
|                                    | Democrazia Cristiana                    | 149 565                  | 32,94                    | 0,47                     | 2     | Stabile |
|                                    | Partito Comunista Italiano              | 135 997                  | 29,95                    | 1,46                     | 2     | Stabile |
|                                    | Partito Socialista Italiano             | 101 466                  | 22,34                    | 1,83                     | 2     | Stabile |
|                                    | PNM-MSI                                 | 29 486                   | 6,49                     | 3,47                     | 0     | [ 6 ]   |
|                                    | Bruno Buitoni                           | 11 540                   | 2,54                     | n.d.                     | 0     | n.d.    |
|                                    | PRI-Rad                                 | 10 896                   | 2,40                     | n.d.                     | 0     | n.d.    |
|                                    | Partito Socialista Democratico Italiano | 10 139                   | 2,23                     | n.d.                     | 0     | n.d.    |
|                                    | Partito Liberale Italiano               | 5 011                    | 1,10                     | 0,29                     | 0     | Stabile |
|                                    |                                         |                          |                          |                          |       |         |
| Iscritti                           | Iscritti                                | 503 637                  | 100,00                   |                          |       |         |
| ↳ Votanti (% su iscritti)          | ↳ Votanti (% su iscritti)               | 480 615                  | 95,43                    | 0,19                     |       |         |
| ↳ Voti validi (% su votanti)       | ↳ Voti validi (% su votanti)            | 454 100                  | 94,48                    |                          |       |         |
| ↳ Schede non valide (% su votanti) | ↳ Schede non valide (% su votanti)      | 26 515                   | 5,52                     |                          |       |         |
| ↳ Astenuti (% su iscritti)         | ↳ Astenuti (% su iscritti)              | 23 022                   | 4,57                     |                          |       |         |

| Eletti | Eletti             |
| ------ | ------------------ |
|        | Mario Cingolani    |
|        | Giuseppe Salari    |
|        | Emilio Secci       |
|        | Bruno Simonucci    |
|        | Luigi Fabbri       |
|        | Michelangelo Iorio |

### IV legislatura
Nessun candidato nei collegi uninominali raggiunse il quorum del 65% dei voti per essere eletto automaticamente; i seggi vennero pertanto assegnati proporzionalmente ai voti ricevuti.
| Partito                            | Partito                                 | Risultati 28 aprile 1963 | Risultati 28 aprile 1963 | Risultati 28 aprile 1963 | Seggi | Seggi   |
| Partito                            | Partito                                 | Voti                     | %                        | ±                        | Num   | ±       |
| ---------------------------------- | --------------------------------------- | ------------------------ | ------------------------ | ------------------------ | ----- | ------- |
|                                    | Partito Comunista Italiano              | 178 322                  | 38,93                    | 8,98                     | 3     | 1       |
|                                    | Democrazia Cristiana                    | 144 488                  | 31,54                    | 1,40                     | 3     | 1       |
|                                    | Partito Socialista Italiano             | 75 800                   | 16,55                    | 5,79                     | 1     | 1       |
|                                    | Indipendente                            | 21 955                   | 4,79                     | n.d.                     | 0     | n.d.    |
|                                    | Partito Socialista Democratico Italiano | 15 857                   | 3,46                     | 1,23                     | 0     | Stabile |
|                                    | Partito Liberale Italiano               | 12 777                   | 2,79                     | 1,69                     | 0     | Stabile |
|                                    | Partito Repubblicano Italiano           | 8 877                    | 1,94                     | n.d.                     | 0     | n.d.    |
|                                    |                                         |                          |                          |                          |       |         |
| Iscritti                           | Iscritti                                | 513 273                  | 100,00                   |                          |       |         |
| ↳ Votanti (% su iscritti)          | ↳ Votanti (% su iscritti)               | 483 982                  | 94,29                    | 1,14                     |       |         |
| ↳ Voti validi (% su votanti)       | ↳ Voti validi (% su votanti)            | 458 076                  | 94,65                    |                          |       |         |
| ↳ Schede non valide (% su votanti) | ↳ Schede non valide (% su votanti)      | 25 906                   | 5,35                     |                          |       |         |
| ↳ Astenuti (% su iscritti)         | ↳ Astenuti (% su iscritti)              | 29 291                   | 5,71                     |                          |       |         |

| Eletti | Eletti                |
| ------ | --------------------- |
|        | Alfio Caponi          |
|        | Emilio Secci          |
|        | Bruno Simonucci       |
|        | Mario Cingolani       |
|        | Giuseppe Salari       |
|        | Romolo Tiberi         |
|        | Luciano Fabio Stirati |

### V legislatura
Nessun candidato nei collegi uninominali raggiunse il quorum del 65% dei voti per essere eletto automaticamente; i seggi vennero pertanto assegnati proporzionalmente ai voti ricevuti.
| Partito                            | Partito                            | Risultati 19 maggio 1968 | Risultati 19 maggio 1968 | Risultati 19 maggio 1968 | Seggi | Seggi   |
| Partito                            | Partito                            | Voti                     | %                        | ±                        | Num   | ±       |
| ---------------------------------- | ---------------------------------- | ------------------------ | ------------------------ | ------------------------ | ----- | ------- |
|                                    | PCI-PSIUP                          | 209 271                  | 44,90                    | 5,97                     | 4     | 1       |
|                                    | Democrazia Cristiana               | 144 457                  | 30,99                    | 0,55                     | 2     | 1       |
|                                    | PSI-PSDI Unificati                 | 67 250                   | 14,43                    | 5,58                     | 1     | [ 7 ]   |
|                                    | Movimento Sociale Italiano         | 24 761                   | 5,31                     | n.d.                     | 0     | n.d.    |
|                                    | Partito Liberale Italiano          | 11 577                   | 2,48                     | 0,31                     | 0     | Stabile |
|                                    | Partito Repubblicano Italiano      | 8 785                    | 1,88                     | 0,06                     | 0     | Stabile |
|                                    |                                    |                          |                          |                          |       |         |
| Iscritti                           | Iscritti                           | 520 388                  | 100,00                   |                          |       |         |
| ↳ Votanti (% su iscritti)          | ↳ Votanti (% su iscritti)          | 492 669                  | 94,67                    | 0,39                     |       |         |
| ↳ Voti validi (% su votanti)       | ↳ Voti validi (% su votanti)       | 466 101                  | 94,61                    |                          |       |         |
| ↳ Schede non valide (% su votanti) | ↳ Schede non valide (% su votanti) | 26 568                   | 5,39                     |                          |       |         |
| ↳ Astenuti (% su iscritti)         | ↳ Astenuti (% su iscritti)         | 27 719                   | 5,33                     |                          |       |         |

| Eletti | Eletti          |
| ------ | --------------- |
|        | Luigi Anderlini |
|        | Silvio Antonini |
|        | Raffaele Rossi  |
|        | Dario Valori    |
|        | Giuseppe Salari |
|        | Romolo Tiberi   |
|        | Aldo Pauselli   |

### VI legislatura
Nessun candidato nei collegi uninominali raggiunse il quorum del 65% dei voti per essere eletto automaticamente; i seggi vennero pertanto assegnati proporzionalmente ai voti ricevuti.
| Partito                            | Partito                                 | Risultati 7 maggio 1972 | Risultati 7 maggio 1972 | Risultati 7 maggio 1972 | Seggi | Seggi   |
| Partito                            | Partito                                 | Voti                    | %                       | ±                       | Num   | ±       |
| ---------------------------------- | --------------------------------------- | ----------------------- | ----------------------- | ----------------------- | ----- | ------- |
|                                    | PCI-PSIUP                               | 210 156                 | 43,44                   | 1,46                    | 3     | 1       |
|                                    | Democrazia Cristiana                    | 159 500                 | 32,97                   | 1,98                    | 3     | 1       |
|                                    | Partito Socialista Italiano             | 53 295                  | 11,02                   | n.d.                    | 1     | n.d.    |
|                                    | Movimento Sociale Italiano              | 30 448                  | 6,29                    | 0,98                    | 0     | Stabile |
|                                    | Partito Socialista Democratico Italiano | 15 012                  | 3,10                    | n.d.                    | 0     | n.d.    |
|                                    | Partito Repubblicano Italiano           | 9 208                   | 1,90                    | 0,02                    | 0     | Stabile |
|                                    | Partito Liberale Italiano               | 6 184                   | 1,28                    | n.d.                    | 0     | Stabile |
|                                    |                                         |                         |                         |                         |       |         |
| Iscritti                           | Iscritti                                | 525 585                 | 100,00                  |                         |       |         |
| ↳ Votanti (% su iscritti)          | ↳ Votanti (% su iscritti)               | 502 784                 | 95,66                   | 0,99                    |       |         |
| ↳ Voti validi (% su votanti)       | ↳ Voti validi (% su votanti)            | 483 803                 | 96,22                   |                         |       |         |
| ↳ Schede non valide (% su votanti) | ↳ Schede non valide (% su votanti)      | 18 981                  | 3,78                    |                         |       |         |
| ↳ Astenuti (% su iscritti)         | ↳ Astenuti (% su iscritti)              | 22 801                  | 4,34                    |                         |       |         |

| Eletti | Eletti                |
| ------ | --------------------- |
|        | Gustavo Corba         |
|        | Raffaele Rossi        |
|        | Dario Valori          |
|        | Giancarlo De Carolis  |
|        | Giuseppe Ermini       |
|        | Romolo Tiberi         |
|        | Luciano Fabio Stirati |

### VII legislatura
Nessun candidato nei collegi uninominali raggiunse il quorum del 65% dei voti per essere eletto automaticamente; i seggi vennero pertanto assegnati proporzionalmente ai voti ricevuti.
| Partito                            | Partito                                 | Risultati 20 giugno 1976 | Risultati 20 giugno 1976 | Risultati 20 giugno 1976 | Seggi | Seggi   |
| Partito                            | Partito                                 | Voti                     | %                        | ±                        | Num   | ±       |
| ---------------------------------- | --------------------------------------- | ------------------------ | ------------------------ | ------------------------ | ----- | ------- |
|                                    | Partito Comunista Italiano              | 237 600                  | 47,18                    | 3,74                     | 4     | 1       |
|                                    | Democrazia Cristiana                    | 158 828                  | 31,54                    | 1,43                     | 2     | 1       |
|                                    | Partito Socialista Italiano             | 58 678                   | 11,65                    | 0,63                     | 1     | Stabile |
|                                    | Movimento Sociale Italiano              | 24 827                   | 4,93                     | 1,96                     | 0     | Stabile |
|                                    | Partito Repubblicano Italiano           | 11 601                   | 2,30                     | 0,40                     | 0     | Stabile |
|                                    | Partito Socialista Democratico Italiano | 7 698                    | 1,53                     | 1,57                     | 0     | Stabile |
|                                    | Partito Radicale                        | 2 323                    | 0,46                     | n.d.                     | 0     | n.d.    |
|                                    | Partito Liberale Italiano               | 2 032                    | 0,40                     | n.d.                     | 0     | Stabile |
|                                    |                                         |                          |                          |                          |       |         |
| Iscritti                           | Iscritti                                | 539 908                  | 100,00                   |                          |       |         |
| ↳ Votanti (% su iscritti)          | ↳ Votanti (% su iscritti)               | 517 992                  | 95,94                    | 0,28                     |       |         |
| ↳ Voti validi (% su votanti)       | ↳ Voti validi (% su votanti)            | 503 587                  | 97,22                    |                          |       |         |
| ↳ Schede non valide (% su votanti) | ↳ Schede non valide (% su votanti)      | 14 405                   | 2,78                     |                          |       |         |
| ↳ Astenuti (% su iscritti)         | ↳ Astenuti (% su iscritti)              | 21 916                   | 4,06                     |                          |       |         |

| Eletti | Eletti                    |
| ------ | ------------------------- |
|        | Luigi Silvestro Anderlini |
|        | Ezio Ottaviani            |
|        | Raffaele Rossi            |
|        | Dario Valori              |
|        | Giancarlo De Carolis      |
|        | Giorgio Spitella          |
|        | Fabio Maravalle           |

### VIII legislatura
Nessun candidato nei collegi uninominali raggiunse il quorum del 65% dei voti per essere eletto automaticamente; i seggi vennero pertanto assegnati proporzionalmente ai voti ricevuti.
| Partito                            | Partito                                      | Risultati 3 giugno 1979 | Risultati 3 giugno 1979 | Risultati 3 giugno 1979 | Seggi | Seggi   |
| Partito                            | Partito                                      | Voti                    | %                       | ±                       | Num   | ±       |
| ---------------------------------- | -------------------------------------------- | ----------------------- | ----------------------- | ----------------------- | ----- | ------- |
|                                    | Partito Comunista Italiano                   | 233 211                 | 46,31                   | 0,87                    | 4     | Stabile |
|                                    | Democrazia Cristiana                         | 153 413                 | 30,46                   | 1,08                    | 2     | Stabile |
|                                    | Partito Socialista Italiano                  | 59 134                  | 11,74                   | 0,09                    | 1     | Stabile |
|                                    | Movimento Sociale Italiano                   | 22 331                  | 4,43                    | 0,50                    | 0     | Stabile |
|                                    | Partito Repubblicano Italiano                | 12 260                  | 2,43                    | 0,13                    | 0     | Stabile |
|                                    | Partito Socialista Democratico Italiano      | 9 457                   | 1,88                    | 0,35                    | 0     | Stabile |
|                                    | Partito Radicale                             | 6 752                   | 1,34                    | 0,88                    | 0     | Stabile |
|                                    | Partito Liberale Italiano                    | 3 365                   | 0,67                    | n.d.                    | 0     | Stabile |
|                                    | Nuova Sinistra Unita                         | 1 912                   | 0,38                    | n.d.                    | 0     | n.d.    |
|                                    | Democrazia Nazionale - Costituente di Destra | 1 780                   | 0,35                    | n.d.                    | 0     | n.d.    |
|                                    |                                              |                         |                         |                         |       |         |
| Iscritti                           | Iscritti                                     | 559 225                 | 100,00                  |                         |       |         |
| ↳ Votanti (% su iscritti)          | ↳ Votanti (% su iscritti)                    | 524 235                 | 93,74                   | 2,20                    |       |         |
| ↳ Voti validi (% su votanti)       | ↳ Voti validi (% su votanti)                 | 503 615                 | 96,07                   |                         |       |         |
| ↳ Schede non valide (% su votanti) | ↳ Schede non valide (% su votanti)           | 20 620                  | 3,93                    |                         |       |         |
| ↳ Astenuti (% su iscritti)         | ↳ Astenuti (% su iscritti)                   | 34 990                  | 6,26                    |                         |       |         |

| Eletti | Eletti                    |
| ------ | ------------------------- |
|        | Luigi Silvestro Anderlini |
|        | Vinci Grossi              |
|        | Ezio Ottaviani            |
|        | Dario Valori              |
|        | Giancarlo De Carolis      |
|        | Giorgio Spitella          |
|        | Fabio Maravalle           |

### IX legislatura
Nessun candidato nei collegi uninominali raggiunse il quorum del 65% dei voti per essere eletto automaticamente; i seggi vennero pertanto assegnati proporzionalmente ai voti ricevuti.
| Partito                            | Partito                                 | Risultati 26 giugno 1983 | Risultati 26 giugno 1983 | Risultati 26 giugno 1983 | Seggi | Seggi   |
| Partito                            | Partito                                 | Voti                     | %                        | ±                        | Num   | ±       |
| ---------------------------------- | --------------------------------------- | ------------------------ | ------------------------ | ------------------------ | ----- | ------- |
|                                    | Partito Comunista Italiano              | 229 777                  | 45,59                    | 0,72                     | 4     | Stabile |
|                                    | Democrazia Cristiana                    | 132 842                  | 26,36                    | 4,10                     | 2     | Stabile |
|                                    | Partito Socialista Italiano             | 64 095                   | 12,72                    | 0,98                     | 1     | Stabile |
|                                    | Movimento Sociale Italiano              | 29 285                   | 5,81                     | 1,38                     | 1     | Stabile |
|                                    | Partito Repubblicano Italiano           | 15 965                   | 3,17                     | 0,74                     | 0     | Stabile |
|                                    | Partito Nazionale Pensionati            | 9 127                    | 1,81                     | n.d.                     | 0     | n.d.    |
|                                    | Partito Socialista Democratico Italiano | 8 085                    | 1,60                     | 0,28                     | 0     | Stabile |
|                                    | Partito Liberale Italiano               | 5 226                    | 1,04                     | 0,37                     | 0     | Stabile |
|                                    | Partito Radicale                        | 4 911                    | 0,97                     | 0,37                     | 0     | Stabile |
|                                    | Democrazia Proletaria                   | 4 714                    | 0,94                     | n.d.                     | 0     | n.d.    |
|                                    |                                         |                          |                          |                          |       |         |
| Iscritti                           | Iscritti                                | 573 837                  | 100,00                   |                          |       |         |
| ↳ Votanti (% su iscritti)          | ↳ Votanti (% su iscritti)               | 530 286                  | 92,41                    | 1,33                     |       |         |
| ↳ Voti validi (% su votanti)       | ↳ Voti validi (% su votanti)            | 504 027                  | 95,05                    |                          |       |         |
| ↳ Schede non valide (% su votanti) | ↳ Schede non valide (% su votanti)      | 26 259                   | 4,95                     |                          |       |         |
| ↳ Astenuti (% su iscritti)         | ↳ Astenuti (% su iscritti)              | 43 551                   | 7,59                     |                          |       |         |

| Eletti | Eletti             |
| ------ | ------------------ |
|        | Franco Giustinelli |
|        | Vinci Grossi       |
|        | Ilvano Rasimelli   |
|        | Dario Valori       |
|        | Learco Saporito    |
|        | Giorgio Spitella   |
|        | Fabio Maravalle    |

### X legislatura
Nessun candidato nei collegi uninominali raggiunse il quorum del 65% dei voti per essere eletto automaticamente; i seggi vennero pertanto assegnati proporzionalmente ai voti ricevuti.
| Partito                            | Partito                                 | Risultati 14 giugno 1987 | Risultati 14 giugno 1987 | Risultati 14 giugno 1987 | Seggi | Seggi   |
| Partito                            | Partito                                 | Voti                     | %                        | ±                        | Num   | ±       |
| ---------------------------------- | --------------------------------------- | ------------------------ | ------------------------ | ------------------------ | ----- | ------- |
|                                    | Partito Comunista Italiano              | 226 178                  | 43,58                    | 2,01                     | 4     | Stabile |
|                                    | Democrazia Cristiana                    | 139 986                  | 26,97                    | 0,61                     | 2     | Stabile |
|                                    | Partito Socialista Italiano             | 80 222                   | 15,46                    | 2,74                     | 1     | Stabile |
|                                    | Movimento Sociale Italiano              | 28 620                   | 5,51                     | 0,30                     | 1     | Stabile |
|                                    | Partito Repubblicano Italiano           | 11 903                   | 2,29                     | 0,88                     | 0     | Stabile |
|                                    | Democrazia Proletaria                   | 7 545                    | 1,45                     | 0,51                     | 0     | Stabile |
|                                    | Lista Verde                             | 7 481                    | 1,44                     | n.d.                     | 0     | n.d.    |
|                                    | Partito Radicale                        | 6 199                    | 1,19                     | 0,22                     | 0     | Stabile |
|                                    | Partito Socialista Democratico Italiano | 4 808                    | 0,93                     | 0,67                     | 0     | Stabile |
|                                    | Partito Liberale Italiano               | 3 548                    | 0,68                     | 0,36                     | 0     | Stabile |
|                                    | Liga Veneta                             | 1 969                    | 0,38                     | n.d.                     | 0     | n.d.    |
|                                    | Alleanza Popolare Pensionati            | 534                      | 0,10                     | n.d.                     | 0     | n.d.    |
|                                    |                                         |                          |                          |                          |       |         |
| Iscritti                           | Iscritti                                | 589 849                  | 100,00                   |                          |       |         |
| ↳ Votanti (% su iscritti)          | ↳ Votanti (% su iscritti)               | 543 650                  | 92,17                    | 0,24                     |       |         |
| ↳ Voti validi (% su votanti)       | ↳ Voti validi (% su votanti)            | 518 993                  | 95,46                    |                          |       |         |
| ↳ Schede non valide (% su votanti) | ↳ Schede non valide (% su votanti)      | 24 657                   | 4,54                     |                          |       |         |
| ↳ Astenuti (% su iscritti)         | ↳ Astenuti (% su iscritti)              | 46 199                   | 7,83                     |                          |       |         |

| Eletti | Eletti             |
| ------ | ------------------ |
|        | Franco Giustinelli |
|        | Venanzio Nocchi    |
|        | Adriano Ossicini   |
|        | Graziella Tossi    |
|        | Learco Saporito    |
|        | Giorgio Spitella   |
|        | Giorgio Casoli     |

### XI legislatura
Nessun candidato nei collegi uninominali raggiunse il quorum del 65% dei voti per essere eletto automaticamente; i seggi vennero pertanto assegnati proporzionalmente ai voti ricevuti.
| Partito                            | Partito                            | Risultati 5 aprile 1992 | Risultati 5 aprile 1992 | Risultati 5 aprile 1992 | Seggi | Seggi   |
| Partito                            | Partito                            | Voti                    | %                       | ±                       | Num   | ±       |
| ---------------------------------- | ---------------------------------- | ----------------------- | ----------------------- | ----------------------- | ----- | ------- |
|                                    | Partito Democratico della Sinistra | 162 631                 | 31,56                   | n.d.                    | 3     | n.d.    |
|                                    | Democrazia Cristiana               | 123 120                 | 23,89                   | 3,08                    | 2     | Stabile |
|                                    | Partito Socialista Italiano        | 85 738                  | 16,64                   | 1,18                    | 1     | Stabile |
|                                    | Rifondazione Comunista             | 49 914                  | 9,69                    | n.d.                    | 1     | n.d.    |
|                                    | Movimento Sociale Italiano         | 31 193                  | 6,05                    | 0,54                    | 0     | Stabile |
|                                    | Partito Repubblicano Italiano      | 18 724                  | 3,63                    | 1,34                    | 0     | Stabile |
|                                    | Federazione dei Verdi              | 11 463                  | 2,22                    | n.d.                    | 0     | n.d.    |
|                                    | Lega Lombarda                      | 7 627                   | 1,48                    | n.d.                    | 0     | n.d.    |
|                                    | Partito Liberale Italiano          | 6 920                   | 1,34                    | 0,66                    | 0     | Stabile |
|                                    | Altri                              | 17 965                  | 3,49                    | n.d.                    | 0     | n.d.    |
|                                    |                                    |                         |                         |                         |       |         |
| Iscritti                           | Iscritti                           | 612 810                 | 100,00                  |                         |       |         |
| ↳ Votanti (% su iscritti)          | ↳ Votanti (% su iscritti)          | 551 609                 | 90,01                   | 2,16                    |       |         |
| ↳ Voti validi (% su votanti)       | ↳ Voti validi (% su votanti)       | 515 295                 | 93,42                   |                         |       |         |
| ↳ Schede non valide (% su votanti) | ↳ Schede non valide (% su votanti) | 36 314                  | 6,58                    |                         |       |         |
| ↳ Astenuti (% su iscritti)         | ↳ Astenuti (% su iscritti)         | 61 201                  | 9,99                    |                         |       |         |

| Eletti | Eletti          |
| ------ | --------------- |
|        | Luciano Lama    |
|        | Venanzio Nocchi |
|        | Graziella Tossi |
|        | Luciano Radi    |
|        | Learco Saporito |
|        | Giorgio Casoli  |
|        | Aldo Sartori    |

## Dal 1993 al 2005
Con la riforma elettorale maggioritaria del 1993, in prima istanza veniva eletto senatore il candidato che avesse riportato la maggioranza relativa dei suffragi in ciascun collegio. Nessun candidato poteva presentarsi in più di un collegio. I rimanenti seggi regionali erano invece assegnati assommando i voti di tutti i candidati uninominali perdenti che si fossero collegati in un gruppo regionale, utilizzando il metodo D'Hondt delle migliori medie: gli scranni così ottenuti da ciascun gruppo venivano assegnati, all'interno di essa, ai candidati perdenti che avessero ottenuto le migliori percentuali elettorali.

### Collegi elettorali
1. Perugia
2. Orvieto
3. Città di Castello
4. Foligno
5. Terni

### XII legislatura

#### Risultati elettorali
|                               | Progressisti       | 257 246 | 51,11 | 5 |  |  |  |  |  |
|                               | Alleanza Nazionale | 135 372 | 26,89 | 1 |  |  |  |  |  |
|                               | Patto per l'Italia | 110 728 | 22,00 | 1 |  |  |  |  |  |
| Totale                        | Totale             | 503 346 | 100   | 7 |  |  |  |  |  |
|                               |                    |         |       |   |  |  |  |  |  |
| Voti non validi               | Voti non validi    | 51 477  | 9,28  |   |  |  |  |  |  |
| Votanti                       | Votanti            | 554 823 | 88,65 |   |  |  |  |  |  |
| Elettori                      | Elettori           | 625 845 |       |   |  |  |  |  |  |
|                               |                    |         |       |   |  |  |  |  |  |
| Data: 27-28 marzo 1994        |                    |         |       |   |  |  |  |  |  |
| Fonte: Ministero dell'interno |                    |         |       |   |  |  |  |  |  |

#### Eletti
Eletti nei Progressisti (PDS - PRC - FdV - PSI - Rete - AD - CS - RS)
     Eletti in Alleanza Nazionale - Movimento Sociale Italiano
     Eletti nel Patto per l'Italia (PPI - PS)
| Collegio              | Eletto | Eletto               | Partito | Quota |
| --------------------- | ------ | -------------------- | ------- | ----- |
| 1 - Perugia           |        | Leonardo Caponi      | PRC     | Magg. |
| 2 - Orvieto           |        | Carlo Carpinelli     | PDS     | Magg. |
| 3 - Città di Castello |        | Carlo Gubbini        | PSI     | Magg. |
| 4 - Foligno           |        | Maria Antonia Modolo | PSI     | Magg. |
| 4 - Foligno           |        | Pierluigi Castellani | PPI     | Prop. |
| 5 - Terni             |        | Guido De Guidi       | CS      | Magg. |
| 5 - Terni             |        | Antonella Baioletti  | AN-MSI  | Prop. |

### XIII legislatura

#### Risultati elettorali
|                               | L'Ulivo                   | 239 031 | 46,98 | 4 |  |  |  |  |  |
|                               | Polo per le Libertà       | 206 597 | 40,60 | 2 |  |  |  |  |  |
|                               | Alleanza dei Progressisti | 50 958  | 10,02 | 1 |  |  |  |  |  |
|                               | Lega Nord                 | 12 224  | 2,40  | – |  |  |  |  |  |
| Totale                        | Totale                    | 508 810 | 100   | 7 |  |  |  |  |  |
|                               |                           |         |       |   |  |  |  |  |  |
| Voti non validi               | Voti non validi           | 40 618  | 7,39  |   |  |  |  |  |  |
| Votanti                       | Votanti                   | 549 428 | 86,56 |   |  |  |  |  |  |
| Elettori                      | Elettori                  | 634 704 |       |   |  |  |  |  |  |
|                               |                           |         |       |   |  |  |  |  |  |
| Data: 21 aprile 1996          |                           |         |       |   |  |  |  |  |  |
| Fonte: Ministero dell'interno |                           |         |       |   |  |  |  |  |  |

#### Eletti
Eletti nell'Ulivo (PDS - PpP - RI - FdV - PSd'Az - FL - MCU - CS - SI - PS)
     Eletti nel Polo per le Libertà (FI - AN - CCD-CDU)
     Eletti nei Progressisti (PRC)
| Collegio              | Eletto | Eletto               | Partito | Quota |
| --------------------- | ------ | -------------------- | ------- | ----- |
| 1 - Perugia           |        | Leonardo Caponi      | PRC     | Magg. |
| 1 - Perugia           |        | Franco Asciutti      | FI      | Prop. |
| 2 - Orvieto           |        | Carlo Carpinelli     | PDS     | Magg. |
| 3 - Città di Castello |        | Stefano Semenzato    | FdV     | Magg. |
| 4 - Foligno           |        | Pierluigi Castellani | PPI     | Magg. |
| 4 - Foligno           |        | Maurizio Ronconi     | CDU     | Prop. |
| 5 - Terni             |        | Guido De Guidi       | CS      | Magg. |

### XIV legislatura

#### Risultati elettorali
|                               | L'Ulivo                              | 249 828 | 47,34 | 5 |  |  |  |  |  |
|                               | Casa delle Libertà                   | 206 809 | 39,19 | 2 |  |  |  |  |  |
|                               | Partito della Rifondazione Comunista | 37 168  | 7,04  | – |  |  |  |  |  |
|                               | Lista Di Pietro                      | 13 277  | 2,52  | – |  |  |  |  |  |
|                               | Democrazia Europea                   | 12 786  | 2,42  | – |  |  |  |  |  |
|                               | Lista Emma Bonino                    | 7 847   | 1,49  | – |  |  |  |  |  |
| Totale                        | Totale                               | 527 715 | 100   | 7 |  |  |  |  |  |
|                               |                                      |         |       |   |  |  |  |  |  |
| Voti non validi               | Voti non validi                      | 28 068  | 5,05  |   |  |  |  |  |  |
| Votanti                       | Votanti                              | 555 783 | 85,27 |   |  |  |  |  |  |
| Elettori                      | Elettori                             | 651 821 |       |   |  |  |  |  |  |
|                               |                                      |         |       |   |  |  |  |  |  |
| Data: 13 maggio 2001          |                                      |         |       |   |  |  |  |  |  |
| Fonte: Ministero dell'interno |                                      |         |       |   |  |  |  |  |  |

#### Eletti
Eletti nell'Ulivo (DS - DL - Girasole - PdCI - MRE - SVP - PSd'Az)
     Eletti nella Casa delle Libertà (FI - AN - LN - CCD - CDU - NPSI - PRI)
| Collegio              | Eletto | Eletto               | Partito  | Quota |
| --------------------- | ------ | -------------------- | -------- | ----- |
| 1 - Perugia           |        | Paolo Brutti         | DS       | Magg. |
| 1 - Perugia           |        | Franco Asciutti      | FI       | Prop. |
| 2 - Orvieto           |        | Gavino Angius        | DS       | Magg. |
| 3 - Città di Castello |        | Fiorello Cortiana    | FdV      | Magg. |
| 4 - Foligno           |        | Pierluigi Castellani | DL (PPI) | Magg. |
| 4 - Foligno           |        | Maurizio Ronconi     | CCD      | Prop. |
| 5 - Terni             |        | Leopoldo Di Girolamo | DS       | Magg. |

## Dal 2005 al 2017
Con l'entrata in vigore della legge Calderoli, per l'elezione del Senato viene adottato un sistema elettorale proporzionale con liste bloccate, soglia di sbarramento e premio di maggioranza su base regionale. Alla ripartizione dei seggi, che avviene secondo il metodo Hare dei quozienti interi e dei più alti resti, concorrono le liste che nell'ambito della circoscrizione regionale abbiano ottenuto almeno l'8% dei voti validi, oppure almeno il 3% se esse sono parte di una coalizione che abbia ottenuto almeno il 20%. In ogni caso, alla coalizione o lista singola più votata è attribuito almeno il 55% dei seggi: se tale soglia non è raggiunta, viene assegnato un premio di maggioranza, in forma di seggi supplementari, che riduce quelli attribuiti alle altre forze politiche.

### XV legislatura

#### Risultati elettorali
|                               | Democratici di Sinistra                           | 146 130 | 27,16 | 2 |  |  |  |  |  |
|                               | Partito della Rifondazione Comunista              | 55 966  | 10,40 | 1 |  |  |  |  |  |
|                               | La Margherita                                     | 48 916  | 9,09  | 1 |  |  |  |  |  |
|                               | Insieme con l'Unione                              | 23 457  | 4,36  | – |  |  |  |  |  |
|                               | Rosa nel Pugno                                    | 16 212  | 3,01  | – |  |  |  |  |  |
|                               | Italia dei Valori                                 | 10 444  | 1,94  | – |  |  |  |  |  |
|                               | Partito Pensionati                                | 3 477   | 0,65  | – |  |  |  |  |  |
|                               | Popolari UDEUR                                    | 3 005   | 0,56  | – |  |  |  |  |  |
|                               | Totale coalizione                                 | 307 607 | 57,17 | 4 |  |  |  |  |  |
|                               | Forza Italia                                      | 98 307  | 18,27 | 1 |  |  |  |  |  |
|                               | Alleanza Nazionale                                | 82 004  | 15,24 | 1 |  |  |  |  |  |
|                               | Unione dei Democratici Cristiani                  | 35 436  | 6,59  | 1 |  |  |  |  |  |
|                               | Lega Nord – MPA                                   | 4 143   | 0,77  | – |  |  |  |  |  |
|                               | Fiamma Tricolore                                  | 3 980   | 0,74  | – |  |  |  |  |  |
|                               | Democrazia Cristiana per le Autonomie – Nuovo PSI | 3 613   | 0,67  | – |  |  |  |  |  |
|                               | Alternativa Sociale                               | 2 952   | 0,55  | – |  |  |  |  |  |
|                               | Totale coalizione                                 | 230 435 | 42,83 | 3 |  |  |  |  |  |
| Totale                        | Totale                                            | 538 042 | 100   | 7 |  |  |  |  |  |
|                               |                                                   |         |       |   |  |  |  |  |  |
| Voti non validi               | Voti non validi                                   | 14 908  | 2,70  |   |  |  |  |  |  |
| Votanti                       | Votanti                                           | 552 950 | 86,63 |   |  |  |  |  |  |
| Elettori                      | Elettori                                          | 638 307 |       |   |  |  |  |  |  |
|                               |                                                   |         |       |   |  |  |  |  |  |
| Fonte: Ministero dell'interno |                                                   |         |       |   |  |  |  |  |  |

#### Eletti
| Democratici di Sinistra                              | Partito della Rifondazione Comunista | La Margherita                                            |
| ---------------------------------------------------- | ------------------------------------ | -------------------------------------------------------- |
|                                                      |                                      |                                                          |
| - → Gavino Angius - Aniello Formisano - Paolo Brutti | - Stefano Zuccherini                 | - → Franco Marini - → Paola Binetti - Francesco Ferrante |
| Forza Italia                                         | Alleanza Nazionale                   | Unione dei Democratici Cristiani e di Centro             |
|                                                      |                                      |                                                          |
| - → Lucio Stanca - Franco Asciutti                   | - Learco Saporito                    | - → Rocco Buttiglione - Sandra Monacelli                 |

1. ↑  Opta per la circoscrizione Abruzzo
2. ↑  Opta per la circoscrizione Abruzzo
3. ↑  Opta per la circoscrizione Lombardia
4. ↑  Opta per la circoscrizione Piemonte
5. ↑  Opta per la circoscrizione Lombardia

### XVI legislatura

#### Risultati elettorali
|                               | Partito Democratico                  | 231 612 | 44,49 | 4 |  |  |  |  |  |
|                               | Italia dei Valori                    | 15 857  | 3,05  | – |  |  |  |  |  |
|                               | Totale coalizione                    | 247 469 | 47,54 | 4 |  |  |  |  |  |
|                               | Il Popolo della Libertà              | 183 007 | 35,15 | 3 |  |  |  |  |  |
|                               | Lega Nord                            | 7 928   | 1,52  | – |  |  |  |  |  |
|                               | Totale coalizione                    | 190 935 | 36,68 | 3 |  |  |  |  |  |
|                               | Unione di Centro                     | 24 678  | 4,74  | – |  |  |  |  |  |
|                               | La Sinistra l'Arcobaleno             | 20 644  | 3,97  | – |  |  |  |  |  |
|                               | La Destra - Fiamma Tricolore         | 15 120  | 2,90  | – |  |  |  |  |  |
|                               | Partito Socialista                   | 9 047   | 1,74  | – |  |  |  |  |  |
|                               | Partito Comunista dei Lavoratori     | 3 928   | 0,75  | – |  |  |  |  |  |
|                               | Sinistra Critica                     | 2 794   | 0,54  | – |  |  |  |  |  |
|                               | Forza Nuova                          | 2 371   | 0,46  | – |  |  |  |  |  |
|                               | Per il Bene Comune                   | 1 317   | 0,25  | – |  |  |  |  |  |
|                               | Unione Democratica per i Consumatori | 1 306   | 0,25  | – |  |  |  |  |  |
|                               | Movimento Europeo Diversamente Abili | 964     | 0,19  | – |  |  |  |  |  |
| Totale                        | Totale                               | 520 573 | 100   | 7 |  |  |  |  |  |
|                               |                                      |         |       |   |  |  |  |  |  |
| Voti non validi               | Voti non validi                      | 14 418  | 2,69  |   |  |  |  |  |  |
| Votanti                       | Votanti                              | 534 991 | 83,71 |   |  |  |  |  |  |
| Elettori                      | Elettori                             | 639 097 |       |   |  |  |  |  |  |
|                               |                                      |         |       |   |  |  |  |  |  |
| Fonte: Ministero dell'interno |                                      |         |       |   |  |  |  |  |  |

#### Eletti
| Partito Democratico                                                             | Il Popolo della Libertà                                               |
| ------------------------------------------------------------------------------- | --------------------------------------------------------------------- |
|                                                                                 |                                                                       |
| - Francesco Rutelli - Mauro Agostini - Anna Rita Fioroni - Leopoldo Di Girolamo | - Franco Asciutti - Domenico Benedetti Valentini - Ada Spadoni Urbani |

1. ↑  Dimissionario in data 04.11.2009 (eletto sindaco di Terni); subentrante: Francesco Ferrante

### XVII legislatura

#### Risultati elettorali
|                               | Partito Democratico              | 167 462 | 34,44 | 4 |  |  |  |  |  |
|                               | Sinistra Ecologia Libertà        | 15 283  | 3,14  | – |  |  |  |  |  |
|                               | Totale coalizione                | 182 745 | 37,59 | 4 |  |  |  |  |  |
|                               | Movimento 5 Stelle               | 123 030 | 25,30 | 1 |  |  |  |  |  |
|                               | Il Popolo della Libertà          | 98 842  | 20,33 | 1 |  |  |  |  |  |
|                               | Fratelli d'Italia                | 13 764  | 2,83  | – |  |  |  |  |  |
|                               | La Destra                        | 5 127   | 1,05  | – |  |  |  |  |  |
|                               | Lega Nord                        | 2 952   | 0,61  | – |  |  |  |  |  |
|                               | Intesa Popolare                  | 1 122   | 0,23  | – |  |  |  |  |  |
|                               | Moderati in Rivoluzione          | 1 064   | 0,22  | – |  |  |  |  |  |
|                               | Totale coalizione                | 122 871 | 25,27 | 1 |  |  |  |  |  |
|                               | Con Monti per l'Italia           | 40 586  | 8,35  | 1 |  |  |  |  |  |
|                               | Rivoluzione Civile               | 9 963   | 2,05  | – |  |  |  |  |  |
|                               | Partito Comunista dei Lavoratori | 3 530   | 0,73  | – |  |  |  |  |  |
|                               | Fare per Fermare il Declino      | 3 490   | 0,72  | – |  |  |  |  |  |
| Totale                        | Totale                           | 486 215 | 100   | 7 |  |  |  |  |  |
|                               |                                  |         |       |   |  |  |  |  |  |
| Voti non validi               | Voti non validi                  | 15 970  | 3,18  |   |  |  |  |  |  |
| Votanti                       | Votanti                          | 502 185 | 79,10 |   |  |  |  |  |  |
| Elettori                      | Elettori                         | 634 867 |       |   |  |  |  |  |  |
|                               |                                  |         |       |   |  |  |  |  |  |
| Fonte: Ministero dell'interno |                                  |         |       |   |  |  |  |  |  |

#### Eletti
| Partito Democratico                                                 | Movimento 5 Stelle | Il Popolo della Libertà               | Con Monti per l'Italia |
| ------------------------------------------------------------------- | ------------------ | ------------------------------------- | ---------------------- |
|                                                                     |                    |                                       |                        |
| - Miguel Gotor - Gianluca Rossi - Nadia Ginetti - Valeria Cardinali | - Stefano Lucidi   | - → Silvio Berlusconi - Luciano Rossi | - Linda Lanzillotta    |

1. ↑  Opta per la circoscrizione Molise

## Dal 2017

### Collegi elettorali

#### Dal 2017 al 2020
Alla circoscrizione sono attribuiti 7 seggi: 2 sono assegnati con sistema maggioritario, in altrettanti collegi uninominali; 5 mediante sistema proporzionale, all'interno di un unico collegio plurinominale.
| Collegi plurinominali | Collegi plurinominali | Collegi uninominali         |
| --------------------- | --------------------- | --------------------------- |
|                       | Umbria - 01           | - 01 - Perugia - 02 - Terni |

#### Dal 2020
In seguito alla riforma costituzionale del 2020 in tema di riduzione del numero dei parlamentari, alla circoscrizione sono attribuiti 3 seggi: 1 è assegnato mediante sistema maggioritario, nell'ambito di un collegio uninominale; 2 mediante sistema proporzionale, all'interno di un unico collegio plurinominale.
| Collegi plurinominali | Collegi plurinominali | Collegi uninominali |
| --------------------- | --------------------- | ------------------- |
|                       | Umbria - 01           | - 01 - Perugia      |

### XVIII legislatura

#### Risultati
|                               | Lega                                | 96 080  | 20,28 | 1 | 176 526 | 37,26 | 2 |  |  |
|                               | Forza Italia                        | 55 131  | 11,64 | 1 | 176 526 | 37,26 | 2 |  |  |
|                               | Fratelli d'Italia                   | 23 115  | 4,88  | – | 176 526 | 37,26 | 2 |  |  |
|                               | Noi con l'Italia – UDC              | 2 200   | 0,46  | – | 176 526 | 37,26 | 2 |  |  |
|                               | Partito Democratico                 | 120 714 | 25,48 | 2 | 132 094 | 27,88 | – |  |  |
|                               | +Europa                             | 8 008   | 1,69  | – | 132 094 | 27,88 | – |  |  |
|                               | Italia Europa Insieme               | 1 694   | 0,36  | – | 132 094 | 27,88 | – |  |  |
|                               | Civica Popolare                     | 1 678   | 0,35  | – | 132 094 | 27,88 | – |  |  |
|                               | Movimento 5 Stelle                  | 128 101 | 27,04 | 1 | 128 101 | 27,04 | – |  |  |
|                               | Liberi e Uguali                     | 14 204  | 3,00  | – | 14 204  | 3,00  | – |  |  |
|                               | Potere al Popolo!                   | 5 825   | 1,23  | – | 5 825   | 1,23  | – |  |  |
|                               | CasaPound                           | 5 470   | 1,15  | – | 5 470   | 1,15  | – |  |  |
|                               | Partito Comunista                   | 4 099   | 0,87  | – | 4 099   | 0,87  | – |  |  |
|                               | Il Popolo della Famiglia            | 3 718   | 0,78  | – | 3 718   | 0,78  | – |  |  |
|                               | Italia agli Italiani (FT - FN)      | 2 220   | 0,47  | – | 2 220   | 0,47  | – |  |  |
|                               | Partito Valore Umano                | 1 064   | 0,22  | – | 1 064   | 0,22  | – |  |  |
|                               | Partito Repubblicano Italiano – ALA | 442     | 0,09  | – | 442     | 0,09  | – |  |  |
| Totale                        | Totale                              | 473 763 | 100   | 5 | 473 763 | 100   | 2 |  |  |
|                               |                                     |         |       |   |         |       |   |  |  |
| Schede bianche                | Schede bianche                      | 4 974   | 1,02  |   |         |       |   |  |  |
| Schede nulle                  | Schede nulle                        | 8 714   | 1,79  |   |         |       |   |  |  |
| Votanti                       | Votanti                             | 487 451 | 77,97 |   |         |       |   |  |  |
| Elettori                      | Elettori                            | 625 191 |       |   |         |       |   |  |  |
|                               |                                     |         |       |   |         |       |   |  |  |
| Fonte: Ministero dell'interno |                                     |         |       |   |         |       |   |  |  |

#### Eletti

##### Eletti maggioritario
Eletti nella coalizione di centro-destra (Lega - FI - FdI - NcI-UDC)
| Collegio uninominale | Eletto | Eletto               | Partito |
| -------------------- | ------ | -------------------- | ------- |
| 1. Perugia           |        | Francesco Zaffini    | FdI     |
| 2. Terni             |        | Donatella Tesei      | Lega    |
| 2. Terni             |        | Valeria Alessandrini | Lega    |

1. ↑  Dimissionaria in data 02.12.2019 (assume la carica di Presidente nella giunta regionale umbra).
2. ↑  Dal 12.03.2020 (eletta in seguito a elezioni suppletive).

##### Eletti proporzionale
| Collegio plurinominale | M5S              | Partito Democratico                | Lega               | Forza Italia       |
| ---------------------- | ---------------- | ---------------------------------- | ------------------ | ------------------ |
| Collegio plurinominale |                  |                                    |                    |                    |
| 1. Umbria - 01         | - Stefano Lucidi | - Nadia Ginetti - Leonardo Grimani | - Luca Briziarelli | - Fiammetta Modena |

1. ↑  In data 12.12.2019 aderisce a Lega-Salvini Premier-Partito Sardo d'Azione.
2. ↑  In data 18.09.2019 aderisce a Italia Viva-P.S.I..
3. ↑  In data 18.09.2019 aderisce a Italia Viva-P.S.I.; in data 05.12.2021 al gruppo misto, non iscritti; in data 04.05.2022 alla componente «+Europa - Azione».

### XIX legislatura

#### Risultati elettorali
|                               | Fratelli d'Italia                                       | 131 759 | 30,21 | 1 | 199 690 | 45,79 | 1 |  |  |
|                               | Lega per Salvini Premier                                | 34 634  | 7,94  | – | 199 690 | 45,79 | 1 |  |  |
|                               | Forza Italia                                            | 31 294  | 7,18  | – | 199 690 | 45,79 | 1 |  |  |
|                               | Noi Moderati                                            | 2 003   | 0,46  | – | 199 690 | 45,79 | 1 |  |  |
|                               | Partito Democratico - Italia Democratica e Progressista | 93 946  | 21,54 | 1 | 120 154 | 27,55 | – |  |  |
|                               | Alleanza Verdi e Sinistra                               | 15 221  | 3,49  | – | 120 154 | 27,55 | – |  |  |
|                               | +Europa                                                 | 9 133   | 2,09  | – | 120 154 | 27,55 | – |  |  |
|                               | Impegno Civico – Centro Democratico                     | 1 854   | 0,43  | – | 120 154 | 27,55 | – |  |  |
|                               | Movimento 5 Stelle                                      | 55 212  | 12,66 | – | 55 212  | 12,66 | – |  |  |
|                               | Azione - Italia Viva                                    | 35 107  | 8,05  | – | 35 107  | 8,05  | – |  |  |
|                               | Italexit                                                | 7 821   | 1,79  | – | 7 821   | 1,79  | – |  |  |
|                               | Italia Sovrana e Popolare                               | 5 373   | 1,23  | – | 5 373   | 1,23  | – |  |  |
|                               | Partito Comunista Italiano                              | 5 199   | 1,19  | – | 5 199   | 1,19  | – |  |  |
|                               | Unione Popolare                                         | 5 052   | 1,16  | – | 5 052   | 1,16  | – |  |  |
|                               | Vita                                                    | 2 537   | 0,58  | – | 2 537   | 0,58  | – |  |  |
| Totale                        | Totale                                                  | 436 145 | 100   | 2 | 436 145 | 100   | 1 |  |  |
|                               |                                                         |         |       |   |         |       |   |  |  |
| Voti non validi               | Voti non validi                                         | 19 595  | 4,30  |   |         |       |   |  |  |
| Votanti                       | Votanti                                                 | 455 740 | 68,83 |   |         |       |   |  |  |
| Elettori                      | Elettori                                                | 662 094 |       |   |         |       |   |  |  |
|                               |                                                         |         |       |   |         |       |   |  |  |
| Data: 25 settembre 2022       |                                                         |         |       |   |         |       |   |  |  |
| Fonte: Ministero dell'interno |                                                         |         |       |   |         |       |   |  |  |

#### Eletti

##### Eletti maggioritario
Eletti nella coalizione di centro-destra (FdI - Lega - FI - NM)
| Collegio uninominale | Eletto | Eletto            | Partito |
| -------------------- | ------ | ----------------- | ------- |
| 01 - Perugia         |        | Francesco Zaffini | FdI     |

##### Eletti proporzionale
| Collegio plurinominale | Fratelli d'Italia | Partito Democratico-IDP |
| ---------------------- | ----------------- | ----------------------- |
| Collegio plurinominale |                   |                         |
| 1. Umbria - 01         | - Antonio Guidi   | - Walter Verini         |